# Boreioglycaspis abudicola
Boreioglycaspis abudicola är en insektsart som först beskrevs av Moore 1970.  Boreioglycaspis abudicola ingår i släktet Boreioglycaspis och familjen rundbladloppor. Inga underarter finns listade i Catalogue of Life.